# Chapelle Sainte-Bénédicte de Domange
La chapelle Sainte-Bénédicte de Domange est une chapelle romane des Xe et XIe siècles dédiée à Sainte-Bénédicte à Domange (hameau d'Igé) en Saône-et-Loire en Bourgogne-Franche-Comté.

## Historique
La chapelle est mentionnée une première fois dans une charte de Cluny en 953. Nef, avant-chœur et travée sous clocher sont datés de la première moitié ou du milieu du Xe siècle alors que l'abside aurait été reconstruite dans la première moitié du XIe siècle. 

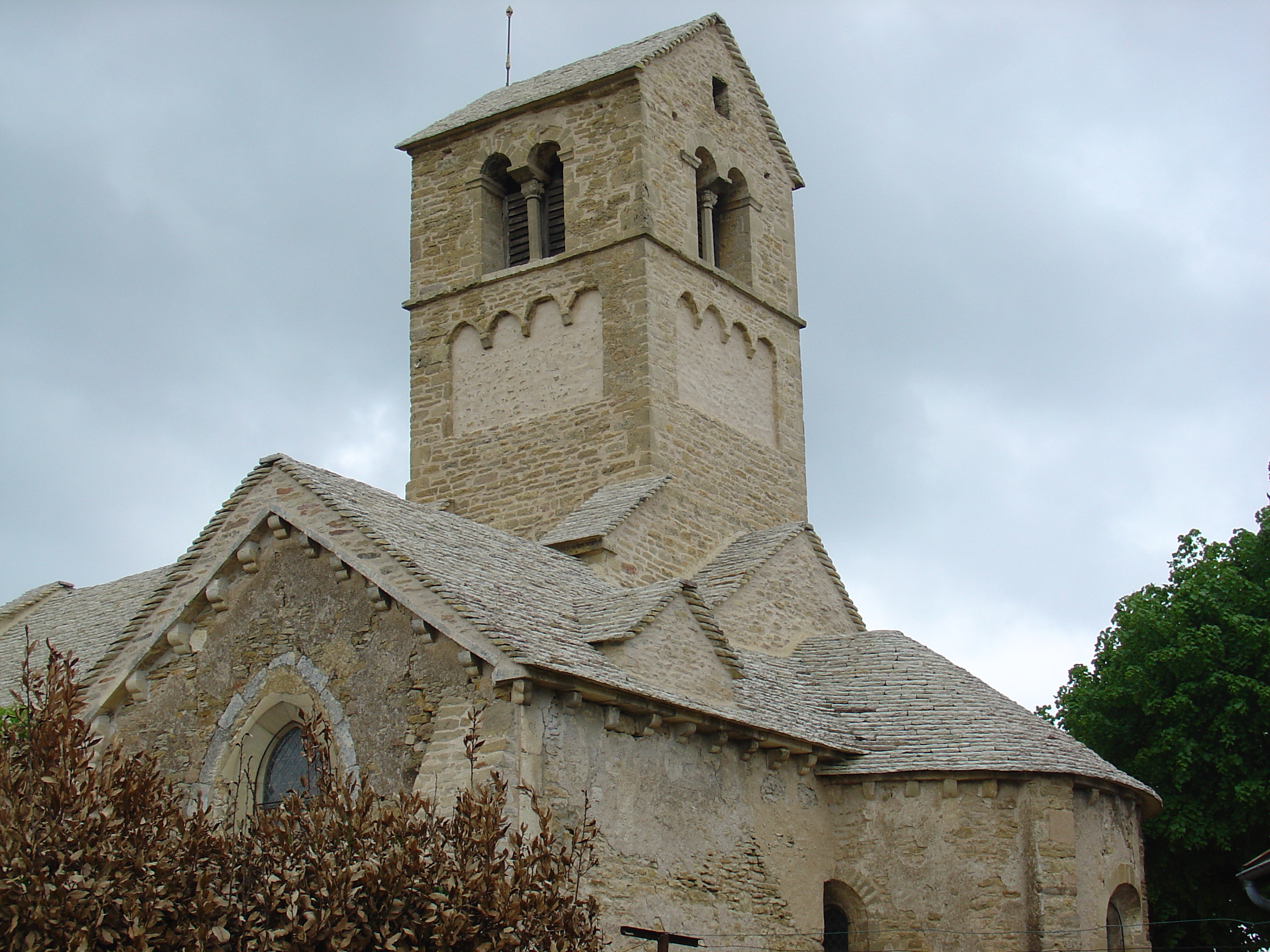
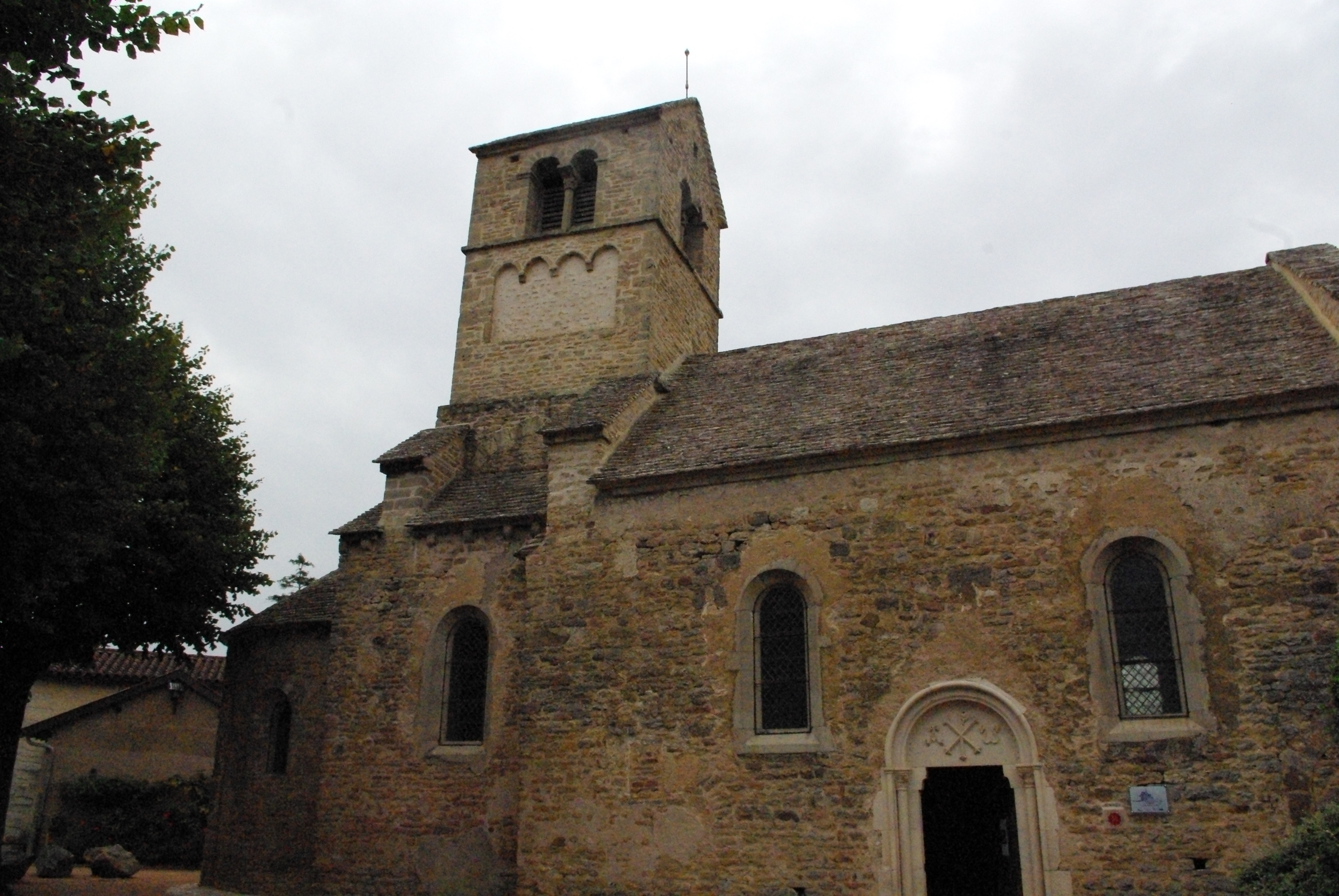

Aux environs de 1410, au sud de l'avant-chœur, une chapelle sous le vocable de Notre-Dame-de-Pitié est élevée par Antoine de Villecourt, seigneur de Chabotte, et sa femme. Toutes les fenêtres, sauf celles de l'abside, sont remplacées avec vitraux en grisaille, en 1866.
Au milieu du XVe siècle, Geoffroy de Lugny, seigneur d'Igé, qui avait testé un peu avant 1440, est inhumé dans l'église de Dommange[réf. nécessaire].
La chapelle, dont les moines de Cluny furent chassés à la Révolution et où le culte fut interdit en 1795, a été classée aux monuments historiques en 1938.
L'édifice a été désacralisé en 1971.
À compter de 1990, les lieux sont utilisés pour servir de caveau et de musée de la vigne et du vin, au profit des vignerons d'Igé.
De 2006 à 2008, d'importants travaux de restauration ont été conduits sous la direction de l'architecte en chef des monuments historiques Frédéric Didier. Cette restauration a été récompensée par un premier prix départemental du patrimoine pour l'année 2008.La chapelle a également figuré au palmarès des prix nationaux de la 14e édition des « Rubans du Patrimoine » (récompense décernée : Mention spéciale du Jury).[réf. nécessaire]

## Architecture
La chapelle comporte des éléments architecturaux et décoratifs caractéristiques du style roman.
Le clocher, coiffé en bâtière et habité par la cloche de bronze Bénédicte (refondue en 1897), est de plan carré. Son élévation présente deux niveaux. Les parements aveugles du niveau inférieur sont animés d'une arcature lombarde typique du premier art roman. Le niveau supérieur, percé de baies géminées, présente au sud un chapiteau sculpté de quatre masques grimaçants.
À l'été 2017, un groupe d’étudiants hongrois en architecture (de l'Université d'économie et de technologie de Budapest), accueillis dans le cadre de la 28e campagne de relevés architecturaux organisée par le Centre international d’études du patrimoine (CEP) basé à Saint-Christophe-en-Brionnais, est venu disséquer la chapelle de Domange dans le but d’en établir les plans exacts, au plus près de la réalité[réf. nécessaire].